# دون إنجل
دون إنجل (بالإنجليزية: Don Engel)‏ هو محامي أمريكي، ولد في 11 ديسمبر 1929، وتوفي في 15 يناير 2014 بسبب ابيضاض الدم.